# Гизатуллин, Хамазан Гатауллович

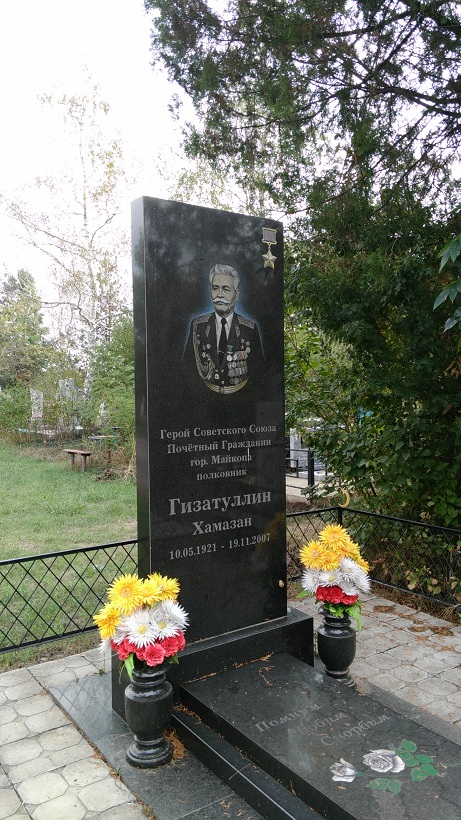
Хамазан Гизатуллин. Надгробный памятник. Майкоп, Аллея Славы.

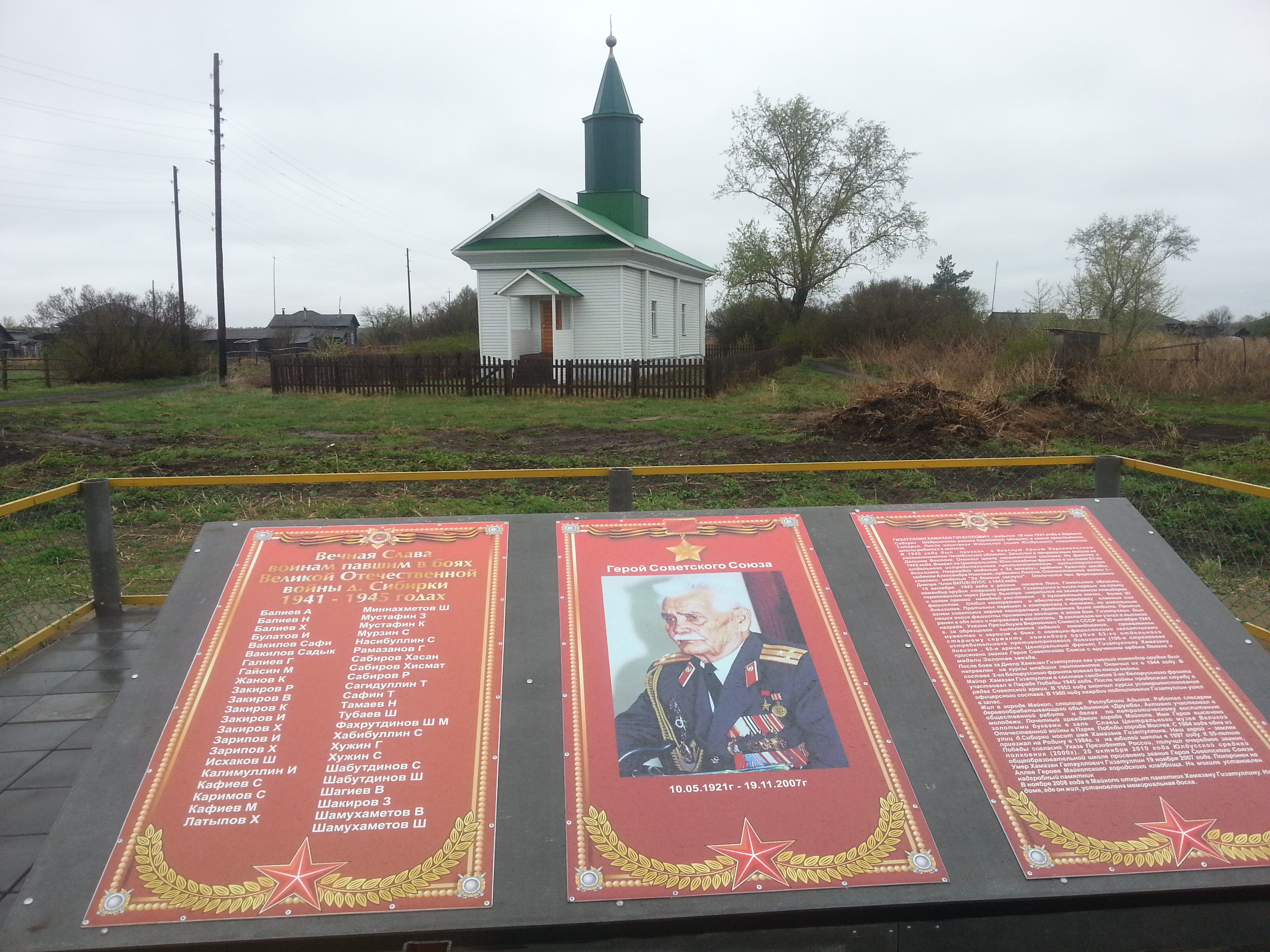
Памятник герою ВОВ Гизатуллину Хамазану в д. Сибирки Шадринского района

Хамазан Гатауллович Гизатуллин (10 мая 1921, Сибирки, Екатеринбургская губерния — 19 ноября 2007, Майкоп) — командир 45-миллиметрового орудия, 63-го отдельного истребительно-противотанкового дивизиона 106-й стрелковой Забайкальской дивизии 65-й армии Центрального фронта, старший сержант. Герой Советского Союза. гвардии полковник (2000). Работал слесарем на деревообрабатывающем объединении «Дружба» (Майкоп).

## Биография

### Ранние годы
Хамазан Гатауллович Гизатуллин родился 10 мая 1921 года в крестьянской семье в деревне Сибирки Ичкинского сельсовета Кызылбаевской волости Шадринского уезда Екатеринбургской губернии РСФСР, ныне деревня входит Шадринский муниципальный округ Курганской области. Татарин.
После окончания Ичкинской семилетней школы Гизатуллин работал в колхозе «Труд Ленина» (по другим данным «Труд Ильича») в деревне Титова Каргапольского района Челябинской области (ныне Шадринского муниципального округа Курганской области).
В сентябре 1940 года Каргапольским РВК призван в ряды Рабоче-крестьянской Красной армии и служил в пограничником на Дальнем Востоке. Окончил Владивостокскую школу младших командиров.

### Участие в Великой Отечественной войне
Гизатуллин был назначен командиром (наводчиком) 45-миллиметрового орудия 63-го отдельного истребительно-противотанкового дивизиона 106-й стрелковой Забайкальской дивизии, вместе с которой прибыл на Центральный фронт в феврале 1943 года. За участие в боях был награждён медалью «За отвагу». 
С 1943 года член ВКП(б), в 1952 году партия переименована в КПСС.
15 октября 1943 года южнее белорусского посёлка Лоев Гомельской области Хамазан Гизатуллин в числе первых на плоту переправился через Днепр, быстро закрепился на захваченном плацдарме и огнём прямой наводкой уничтожил 2 пулемётные точки и более 20 солдат противника, отбил контратаки и обеспечил переправу главных сил дивизиона. Расчёт Гизатуллина продолжил наступление и на протяжении 8 километров двигался в передовых цепях советских войск, подбив 7 вражеских танков. Будучи раненым в обе ноги, был отправлен в госпиталь, где узнал о том, что указом Президиума Верховного Совета СССР от 30 октября 1943 года ему было присвоено звание Героя Советского Союза с вручением ордена Ленина и медали «Золотая Звезда» (№ 1655).
Вместе с ним звания Героя Советского Союза были удостоены наводчик его орудия сержант Степан Никифорович Кузнецов и однополчане: старший сержант Александр Михайлович Немчинов и младший сержант Андрей Акимович Козорезов.
Вернувшись после излечения, Гизатуллин был направлен на обучение на курсах младших лейтенантов, которые окончил в 1944 году. В дальнейшем принимал участие в боевых действиях в составе 2-го Белорусского фронта. Во время Висло-Одерской операции, 29 января 1945 года, Гизатуллин со своим расчётом переправился через Вислу, захватив плацдарм на западном берегу реки. Немцы предприняли контратаку при поддержке двух самоходных орудий и пехоты, но, подпустив противника на близкое расстояние, Гизатуллин приказал открыть огонь. В это же время с восточного берега открыла огонь советская артиллерия. В результате, немцы были вынуждены отступить, оставив на поле боя одну самоходку и более 20 солдат и офицеров. 21 февраля в районе деревни Овен, взвод Гизатуллина лесом пробрался в тыл к немцам и в короткой, но ожесточённой схватке, уничтожили до 20 бойцов противника. За храбрость и умелое командование Гизатуллин был награждён орденом Александра Невского.
24 июня 1945 года майор Хамазан Гизатуллин в составе сводного полка 2-го Белорусского фронта принял участие в Параде Победы.

### После войны
После войны Х. Гизатуллин продолжал службу в Вооружённых Силах СССР. В 1953 году окончил Курсы усовершенствования офицерского состава (КУОС).
Проходил службу помощником начальника штаба, начальником штаба мотострелкового батальона 428-го мотострелкового полка 9-й мотострелковой дивизии.
С 1960 года гвардии майор Гизатуллин в запасе. Жил в Майкопе Адыгейской АО, работал слесарем на Майкопском ордена Трудового Красного Знамени мебельно-деревообрабатывающем объединении «Дружба». Проводил большую патриотическую и воспитательную работу с молодёжью.
В запасе было присвоено звание подполковник и полковник в отставке.
С 24 июня 1997 года член Совета старейшин при Президенте Республики Адыгея.
Хамазан Гатауллович Гизатуллин умер 19 ноября 2007 года в городе Майкопе Республики Адыгея. Похоронен на Аллее Героев Нового кладбища города Майкопа.

## Награды
- Герой Советского Союза, 30 октября 1943 года[13]
  - Орден Ленина;
  - Медаль «Золотая Звезда» № 1655.
- Орден Александра Невского, 9 апреля 1945[14].
- Орден Отечественной войны I степени, 6 апреля 1985 года[15]
- Орден Красной Звезды[16].
- Медаль «За отвагу».
- Медаль «За боевые заслуги»[16].
- Медаль «В ознаменование 100-летия со дня рождения Владимира Ильича Ленина», 1970 год
- Медаль «За победу над Германией в Великой Отечественной войне 1941—1945 гг.» (9 мая 1945[17]).
- Юбилейная медаль «Двадцать лет Победы в Великой Отечественной войне 1941—1945 гг.» (7 мая 1965[18]).
- Юбилейная медаль «Тридцать лет Победы в Великой Отечественной войне 1941—1945 гг.»
- Медаль «Сорок лет Победы в Великой Отечественной войне 1941—1945 гг.»
- Медаль «50 лет Победы в Великой Отечественной войне 1941—1945 гг.»
- Юбилейная медаль «60 лет Победы в Великой Отечественной войне 1941—1945 гг.»
- Медаль «Ветеран Вооружённых Сил СССР».
- Медаль «30 лет Советской Армии и Флота».
- Юбилейная медаль «40 лет Вооружённых Сил СССР».
- Медаль «За безупречную службу» I степени.
- Знак «25 лет победы в Великой Отечественной войне» (24 апреля 1970[19]).
- Знак «Гвардия».
- Медаль «Слава Адыгеи».
- Почётный гражданин города Майкоп Республики Адыгея, 2004 год.

## Память

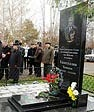
Надгробный памятник Х. Гизатуллину в Майкопе

- В городе Майкопе и в деревне Сибирки именем Гизатуллина названы улицы[12].
- 20 октября 2010 года Юлдусской средней школе присвоено имя Героя Советского Союза. Хамазана Гатаулловича Гизатуллина. Село Юлдус, ныне Шадринский муниципальный округ Курганской области[20][12].
- Памятная доска на Мемориале в деревне Сибирки Шадринского муниципального округа Курганской области — 56°07′19″ с. ш. 64°18′08″ в. д.HGЯO[12].
- Мемориальная доска на доме, в котором в 1975—2007 годах жил Гизатуллин, Республика Адыгея, город Майкоп, ул. Хакурате, 236б — 44°37′04″ с. ш. 40°06′18″ в. д.HGЯO
- Упомянут в Зале Славы Музея Победы на Поклонной горе, город Москва, площадь Победы, д. 3 — 55°43′49″ с. ш. 37°30′14″ в. д.HGЯO[12].
- Футбольный турнир памяти Х. Г. Гизатуллина между командами Юлдуса и Сибирков.